# Liste der Resolutionen des UN-Sicherheitsrates (1976)
Diese Liste der Resolutionen des UN-Sicherheitsrates nennt die 18 vom Sicherheitsrat der Vereinten Nationen im Jahr 1976 verabschiedeten Resolutionen.
| Nummer | Beschluss vom | Gegenstand                                                   | Mission |
| ------ | ------------- | ------------------------------------------------------------ | ------- |
| 385    | 30. Januar    | Namibia                                                      |         |
| 386    | 17. März      | Mosambik – Südrhodesien                                      |         |
| 387    | 31. März      | Angola und Südafrika                                         |         |
| 388    | 6. April      | Südrhodesien                                                 |         |
| 389    | 22. April     | Osttimor                                                     |         |
| 390    | 28. Mai       | Israel – Arabische Republik Syrien                           |         |
| 391    | 15. Juni      | Zypern                                                       |         |
| 392    | 19. Juni      | Südafrika                                                    |         |
| 393    | 30. Juli      | Südafrika – Sambia                                           |         |
| 394    | 16. August    | Neues Mitglied des UN-Sicherheitsrates Seychellen            |         |
| 395    | 25. August    | Griechenland – Türkei                                        |         |
| 396    | 22. Oktober   | Ägypten – Israel                                             |         |
| 397    | 22. November  | Neues Mitglied des UN-Sicherheitsrates Angola                |         |
| 398    | 30. November  | Israel – Arabische Republik Syrien                           |         |
| 399    | 1. Dezember   | Neues Mitglied des UN-Sicherheitsrates Westsamoa             |         |
| 400    | 7. Dezember   | Ernennung Generalsekretär, zweite Amtszeit von Kurt Waldheim |         |
| 401    | 14. Dezember  | Zypern                                                       |         |
| 402    | 22. Dezember  | Lesotho und Südafrika                                        |         |